# Terwolde
Terwolde is een dorp in de gemeente Voorst, in de Nederlandse provincie Gelderland. Het dorp ligt aan de linker oever van de IJssel, ongeveer 4 km stroomafwaarts vanaf Deventer. In 2023 telde Terwolde 2.305 inwoners, inclusief buitengebieden, maar exclusief het naburige De Vecht. 

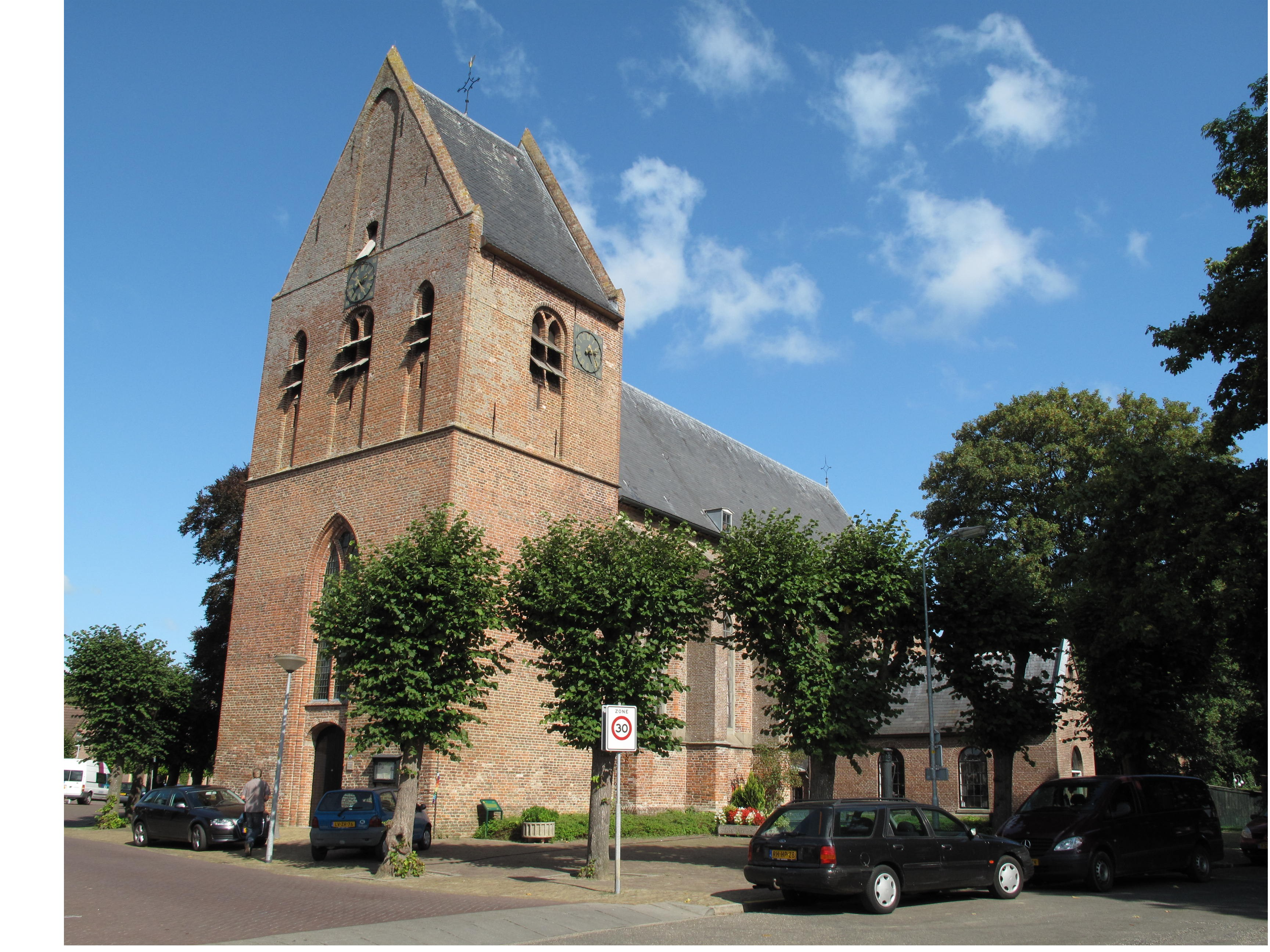
Terwolde, kerk

In 2010 heeft Terwolde zijn 1050-jarig bestaan gevierd.
In het centrum van het dorp staat de uit de 14e eeuw stammende Kerk van Terwolde, die voor de Reformatie was gewijd aan de heiligen Cosmas en Damianus. Bij een restauratie in de jaren 1990 is een groot aantal muurschilderingen blootgelegd die tussen circa 1490 en circa 1540 gemaakt zijn .
Het dorp kent een actief verenigingsleven. Zo zijn er de Vereniging Dorpsbelangen, een sportvisvereniging, een sportclub, een autocrossclub, een afdeling van Jong Gelre, een zangkoor, een muziekvereniging, buurt- en speeltuinverenigingen en een dartclub.
In het centrum van het dorp, in het gebouw waar vroeger de dorpsschool was gevestigd, vindt nu het dorpshuis een onderkomen. Er zijn verder diverse faciliteiten; winkels waaronder een supermarkt, snackbar, medisch centrum en een kleine bibliotheek. 
De voormalige melkfabriek, gebouwd in 1912 en gesloten in 1974, biedt sinds 2020 kantoorruimte aan kleine ondernemers en beschikt over vergaderruimtes.  
Aan de rand van het dorp, bij de buurtschap De Wijk, staat korenmolen de Ooievaar. Op 31 augustus 2015 brandde de nog volop in bedrijf zijnde maalinrichting als gevolg van blikseminslag vrijwel volledig af. De herbouw van het monument kwam in mei 2018 gereed.

## Geboren
- Hendrik Valkenburg (1826-1896), kunstschilder
- Gerarda Hurenkamp-Bosgoed (1870-1980), oudste inwoner van Nederland 1978-1980
- Willem de Weerd (1878-1946), evangelist
- Rieneke Demming (1946), langebaanschaatsster
- Hans Schrijver (1959), voetballer en coach
- Jaap Reesema (1984), zanger